# RAF Fairford
La Royal Air Force Fairford ou plus simplement la RAF Fairford est une base de la Royal Air Force (RAF) située dans le Gloucestershire, en Angleterre, qui est actuellement un aérodrome de secours et ne doit donc pas être utilisée au quotidien. Son utilisation la plus répandue au cours des dernières années a été celle des avions B-52 de la United States Air Force lors de la guerre en Irak de 2003, de l’opération Allied Force de 1999 et de la première guerre du Golfe en 1991. C’est le seul aérodrome européen accueillant des bombardiers lourds de l'US Air Force.
La RAF Fairford était le seul site d'atterrissage pour la navette spatiale de la NASA au Royaume-Uni en cas de procédure Transatlantic Abort Landing (en). En plus d'avoir une piste suffisamment longue pour un atterrissage de la navette navette (la piste mesure 3 046 m de long), elle disposait également d'équipes incendies et d'équipes médicales entraînés par la NASA. La piste a une capacité de charge indéterminée, ce qui signifie qu’elle peut supporter n’importe quel aéronef avec n’importe quel type de charge.
La RAF Fairford accueille également le Royal International Air Tattoo (RIAT), une manifestation annuelle. Le RIAT est l’un des plus grands meeting aérien au monde. L’édition 2003 a été reconnue par le Guinness World Records comme le plus grand meeting aérien militaire jamais organisé, avec une présence de 535 avions.

## Unités de l'US Air Force
Le 14 janvier 2004, le 420th Air Base Group (420 ABG) a été créé sur la RAF Fairford pour améliorer le contrôle de ses unités séparées géographiquement (GSU) dépendant de la 100th Air Refueling Wing de la RAF Mildenhall. Ces unités sont affectées sur la RAF Fairford, la RAF Croughton, la RAF Alconbury et la RAF Molesworth. Le 420 ABG relevait directement de la Third Air Force (en) jusqu'au 26 mai 2004, date à laquelle la 38th Combat Support Wing (38 CSW) fut établie à Sembach, en Allemagne.
Le 12 mai 2005, l'USAFE a activé la 501st Combat Support Wing (501st CSW), dont le quartier général est situé sur la RAF Alconbury, afin de fournir un soutien à ses GSU au Royaume-Uni. Les aviateurs de la 501st CSW se concentrent sur des unités qui, de par leur nature, sont séparées des principales bases d’opération que sont les RAF Mildenhall et RAF Lakenheath. Un état-major d'environ 30 personnes est affecté sur la base.
À partir de 2010, le 422st ABG de la RAF Croughton et le 420th Air Base Squadron de la RAF Fairford sont responsables des opérations quotidiennes de la RAF Fairford et garantissent que celui-ci dispose de ressources suffisantes.

## Historique

### Royal Air Force

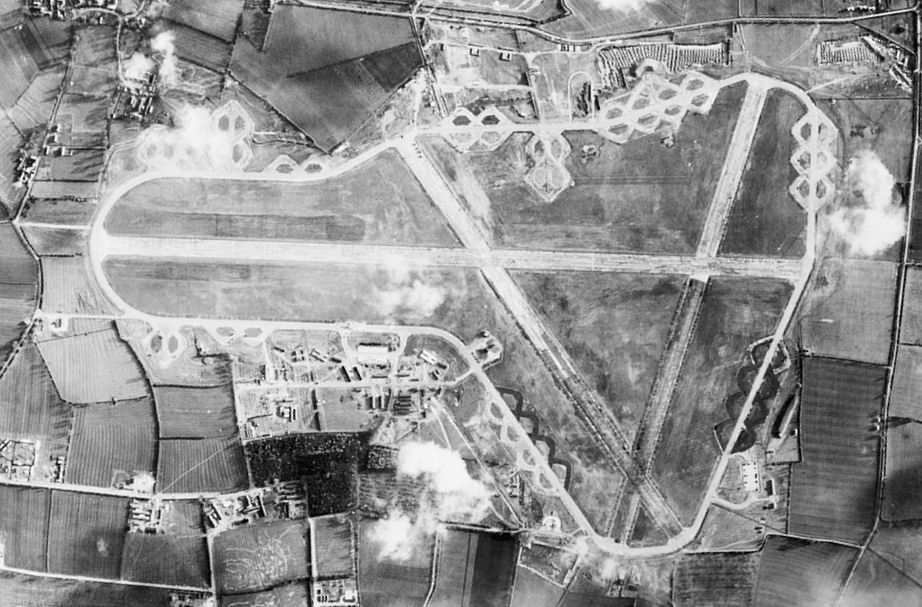
Photographie aérienne de l'aérodrome de Fairford, le dépôt de bombes et le dépôt de munitions sont à l'est (en haut) de la piste périphérique, le site technique et les sites de la caserne se trouvent au nord (en bas à gauche); le 2 décembre 1943.

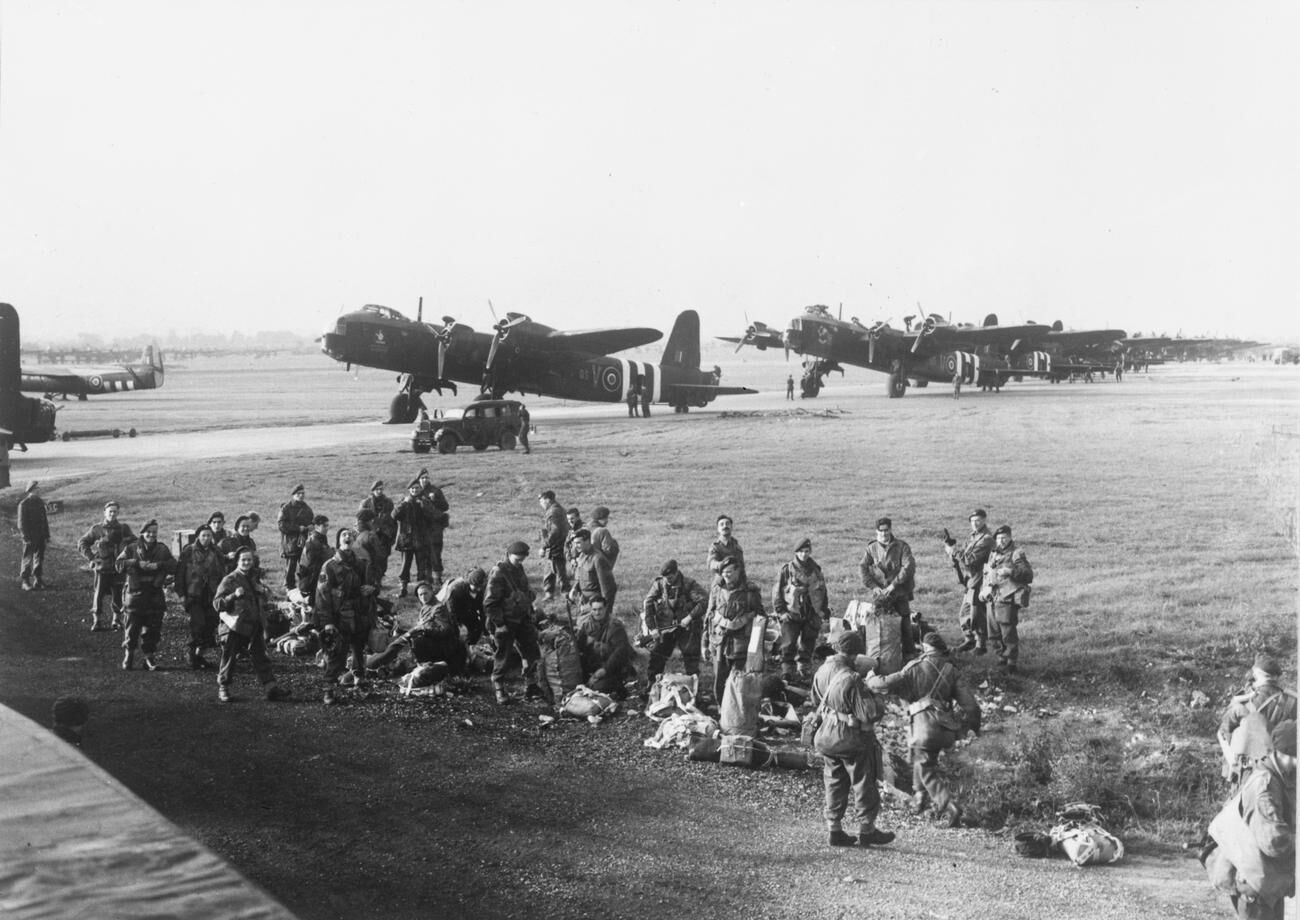
Des soldats montent à bord d'avions pour l'opération Market Garden.

La RAF Fairford a été construite en 1944 pour servir d’aéroport aux transporteurs de troupes et aux planeurs britanniques et américains le jour du débarquement de Normandie. La RAF l'utilisa également pour transporter des troupes britanniques pour l'opération Market Garden pendant la Seconde Guerre mondiale.
Au début de la guerre froide, les gouvernements britannique et américain sont parvenus à un accord en vertu duquel des éléments du Strategic Air Command (SAC) de l'USAF seraient basés au Royaume-Uni. Des bases avaient déjà été établies en Est-Anglie, sur la RAF Mildenhall et sur la RAF Lakenheath, mais elles étaient considérées comme vulnérables aux attaques de bombardiers et des aérodromes plus éloignés derrière les défenses de la RAF étaient recherchés. Quatre bases de la RAF ont été sélectionnées pour recevoir des unités du SAC: la RAF Brize Norton, la RAF Fairford, la RAF Greenham Common et la RAF Upper Heyford (en). En 1948, les Américains occupèrent des bases de la RAF, notamment Fairford, Brize Norton, Burtonwood (en), Greenham Common, Mildenhall, Lakenheath et Woodbridge (en), dans le but de renforcer la dissuasion en Europe contre les Soviétiques.
La position de la RAF Lyneham en tant que principale base de transport tactique de la RAF a été soulignée en février 1971 lorsque les Nos. 30 et 47 Squadrons ont été transférés de leur ancienne base vers la RAF Fairford.

### U.S. Air Force
En 1950, à la suite du début de la guerre froide, l'aérodrome a été transféré à la United States Air Force pour des opérations de bombardement stratégique. Une piste de 3 000 mètres a été construite pour les opérations de bombardiers à longue portée.
La piste a été achevée en 1953 et a servi de base aérienne avancée pour le premier avion Convair B-36 Peacemaker de la base aérienne Carswell, au Texas. L'aérodrome a par la suite reçu des avions Boeing B-47 Stratojet qui ont été maintenus dans un état d'alerte accru en raison de la montée des tensions avec l'Union soviétique.

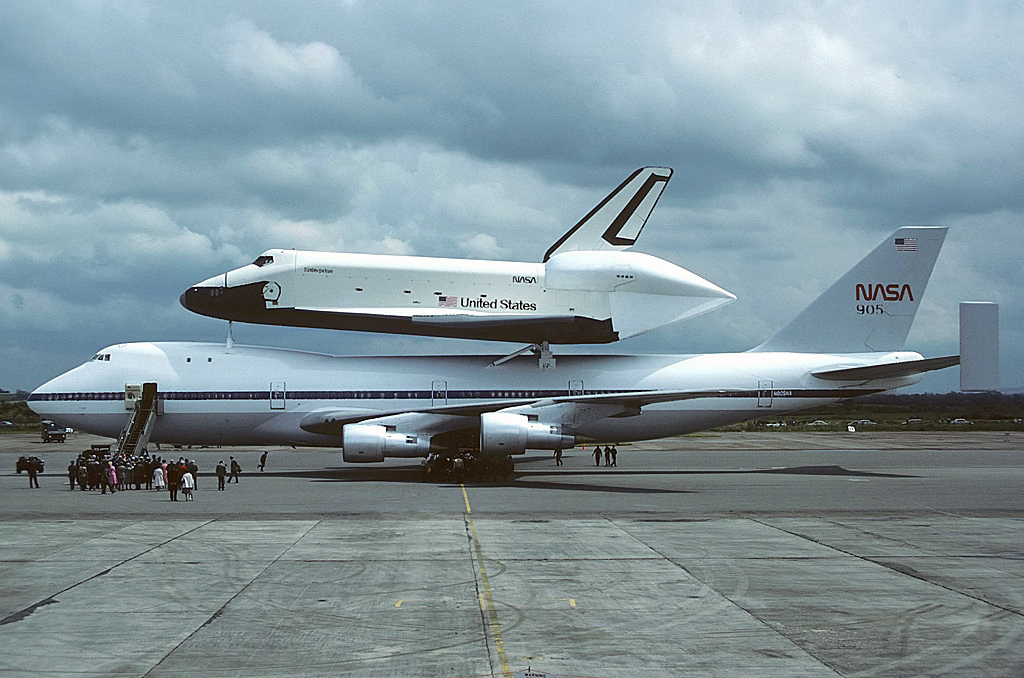
Le Shuttle Carrier transportant l’Enterprise en route pour le salon aéronautique de Paris en 1983.

En raison de sa longue piste, Fairford a été choisi en 1969 comme centre d’essais britannique pour l’avion Concorde jusqu’en 1977.
L’armée de l’air américaine est revenue avec les Boeing KC-135 Stratotanker déployés depuis les nombreuses bases de KC-135 situées aux États-Unis. Le 15 novembre 1978, le 11th Strategic Group (11 SG) est activé sur la RAF Fairford. Il n’a été opérationnel qu’en février suivant et a utilisé des appareils KC-135 et des équipages des unités du SAC, de la Garde nationale aérienne et de la Réserve de la Force aérienne jusqu’à ce que le 11 SG reçoive ses propres avions en septembre 1979. Il a rapidement commencé à fournir un soutien au ravitaillement en vol pour déploiements et redéploiements, ainsi que pour participer aux exercices de l’OTAN.
Le personnel des opérations et le personnel de maintenance ont été affectés en permanence, mais les aéronefs, les équipages et les chefs d’équipage étaient affectés temporairement au 11th Strategic Group de l'European Tanker Task Force, ses aéronefs et ses équipages opérant à partir de Riyad, en Arabie saoudite; Keflavik, en Islande, Zaragosa, en Espagne; Lajes Field, aux Açores, Sigonella, en Italie, et Hellenikon, en Grèce. L'unité a conservé la désignation du 11th Strategic Group, mais a été mise en sommeil le 7 août 1990.
Les avions ravitailleurs KC-135 et KC-10 déployés à Fairford ont soutenu l'opération El Dorado Canyon contre la Libye en 1986. Les KC-135 et les KC-10 ont été retirés en 1990 et la base a été ramenée au statut de réserve, au milieu des années 1990. En 2010, certains militaires ont été libérés de leurs fonctions, laissant une unité d'opération civile [Quoi ?].

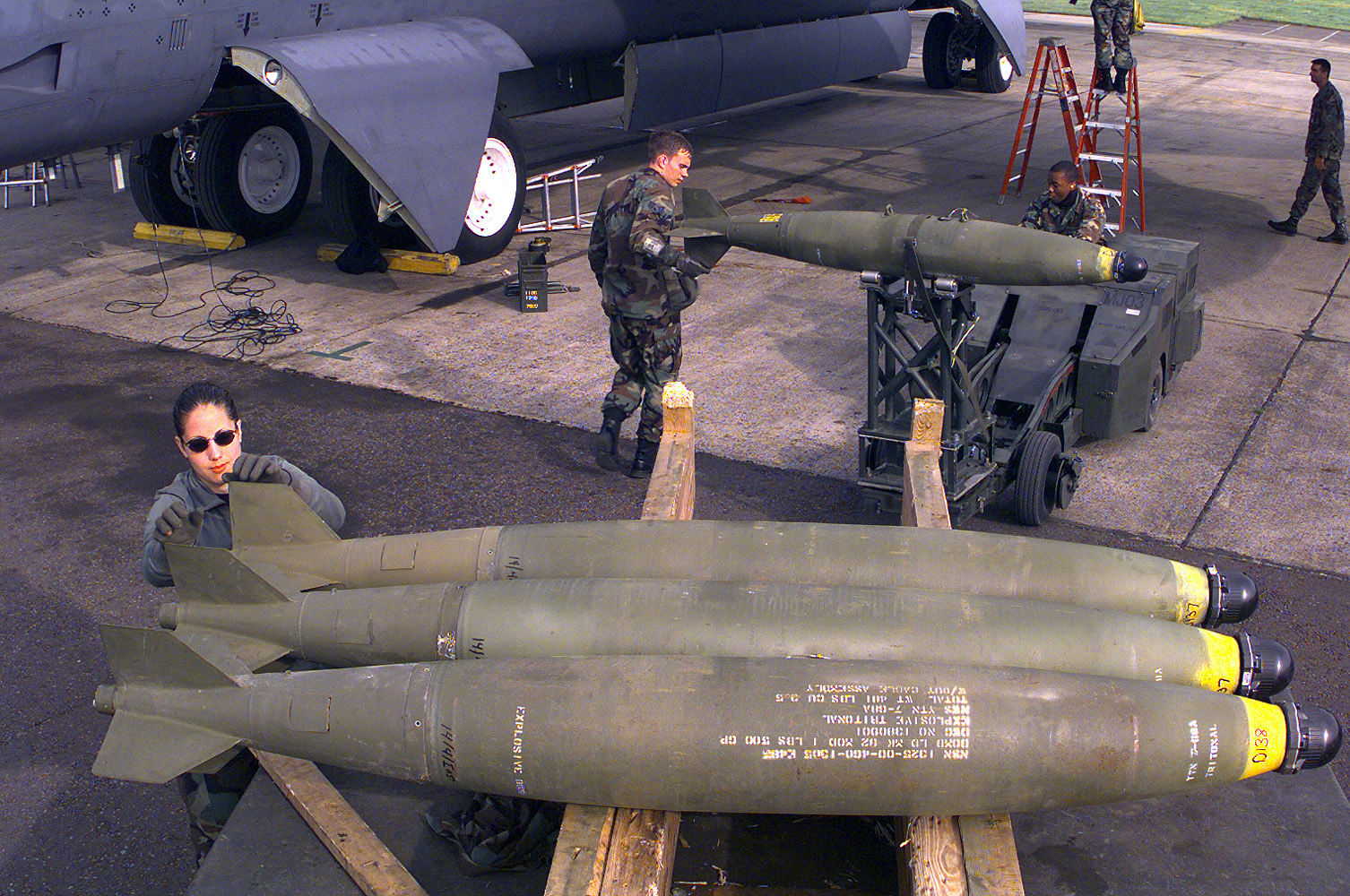
Du personnel américain chargeant des bombes Mark 82 sur un B-52.

En raison de l'emplacement et de l'infrastructure de la RAF Fairford, l'aérodrome est désigné comme un lieu d'opérations avancé pour l'US Air Force. Il a été utilisé lors de la première guerre du Golfe en 1991, par les B-52 et les KC-135 de Eaker AFB en Arkansas. Il a ensuite été utilisé lors de l'opération Allied Force en 1999, lorsque des B-52 de la base aérienne de Barksdale, des B-1B de la base aérienne d'Ellsworth et des KC-135 de Mountain Home AFB ont été déployés. Au cours de ce conflit, les bombardiers basés à Fairford ont largué 48% des munitions larguées par l'OTAN sur des cibles situées dans l'ex-Yougoslavie. Lors de la guerre en Irak de 2003, l’opération Iraqi Freedom comprenait des B-52 basés à Minot AFB mais décollant de Fairford. Au cours des dernières années, l’aérodrome a été utilisé occasionnellement par des bombardiers furtifs américains B-2 Spirit et fréquemment visité par des avions U-2.
En raison de la détérioration des installations de son aérodrome et de sa mission unique de soutenir les bombardiers lourds de l'OTAN, la RAF Fairford a modernisé son système de piste et de carburant pour un montant de 100 millions de dollars dans le cadre du grand projet de construction d'aérodrome financé par l'OTAN. Ces travaux ont duré de mai 2000 à mai 2002. D'autres améliorations ont été apportées jusqu'en 2008, notamment la construction de deux hangars à climat contrôlé pour les bombardiers furtifs B-2 et un quai de maintenance à faible visibilité.
L'US Air Force a retiré tout son personnel en uniforme de la base en septembre 2010, laissant ainsi une unité d'opération civile chargée de maintenir la base "en état de fonctionnement". Cependant, la base reste un aérodrome de secours désigné pour les opérations de bombardiers lourds, capable d'être activé immédiatement en 24 à 48 heures, et il continue par ailleurs à accueillir le Royal International Air Tattoo tous les ans en juillet.
En septembre 2014, Fairford a été utilisée comme base de préparation du voyage du président américain Obama à la conférence de l'OTAN à Newport, au pays de Galles. L'avion VC-25A "Air Force 1" (AF1) transportant le président, son entourage et son avion de soutien, sont arrivés le 3 septembre. Le secrétaire d'État américain John Kerry est également arrivé dans son propre avion USAF C-32. Air Force One avec le président Obama est parti pour Washington le 5 septembre, après une visite « impromptue » à Stonehenge alors qu'il revenait de Newport. Les aéronefs d’appui temporairement basés à Fairford pour la visite comprenaient des VC-22, d’autres aéronefs d’assistance VH-60, ainsi qu'un nombre important d’appareils et de véhicules livrés par des avions cargo C-17.
Depuis juin 2014, des exercices de bombardiers lourds auxquels participent des B-52H et des B-2A sont régulièrement organisés sur la RAF Fairford. En septembre 2016, des appareils B-1B sont utilisés pour des exercices de courte durée par les unités de l'Air Force Global Command et de l'US Air Force Reserve des bases de Barksdale, Minot, Whiteman et Dyess. Ces exercices incluent la participation aux exercices de l’OTAN BALTOPS, Saber Strike et Ample Strike. Le déploiement du B-52 en 2014 a été mis à profit par deux vols de deux B-2 Spirits, qui ont effectué de brèves visites à Fairford dans le cadre des vols d'entraînement de Global Power. L'exercice Ample Strike de septembre 2016 était la première occasion au cours de laquelle la Réserve de l'US Air Force déployait deux types de bombardiers lourds (B-1B et B-52H) de la même unité (307BW).

## Insignes des unités de la RAF Fairford
|                      |
| 420th Air Base Group |

|                         |
| 424th Air Base Squadron |

|                       |
| 7020th Air Base Group |

|                      |
| 11th Strategic Group |